# Mycerinopsis parunicolor
Mycerinopsis parunicolor là một loài bọ cánh cứng trong họ Cerambycidae.